# Solea elongata
A Solea elongata a sugarasúszójú halak (Actinopterygii) osztályának lepényhalalakúak (Pleuronectiformes) rendjébe, ezen belül a nyelvhalfélék (Soleidae) családjába tartozó faj.

## Előfordulása
A Solea elongata elterjedési területe az Indiai-óceán, a Vörös-tenger és a Perzsa-öböl. Főbb állományai India és Srí Lanka vízeiben vannak.

## Megjelenése

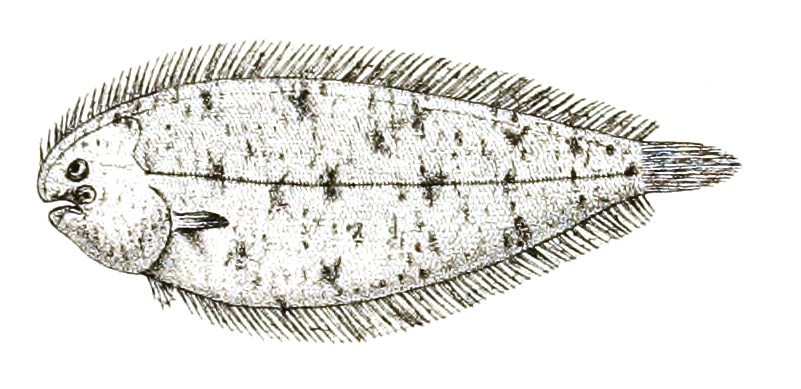
Rajz a halról

Ez a halfaj általában 12 centiméter hosszú, de akár 30 centiméteresre is megnőhet.

## Életmódja
A Solea elongata trópusi állat, amely a homokos, iszapos tengerfenéken él. Élőhelyén, azokat a partszakaszokat részesíti előnyben, ahol sekély a víz; általában 8-28 méteres mélységben tartózkodik. Tápláléka fenéklakó gerinctelenek, főleg kisebb rákok.

## Felhasználása
Ipari mértékű halászata folyik.